# Edward Battersby Bailey
Edward Battersby Bailey (1er juillet 1881 - 19 mars 1965) est un géologue anglais.

## Biographie
Bailey est né à Marden, Kent, fils du Dr James Battersby Bailey et de Louise Florence Carr .
Il fait ses études à la Kendal grammar school et au Clare College de Cambridge. Il remporte les honneurs de première classe dans les deux parties un et deux des tripos de sciences naturelles . Il remporte également une médaille de boxe poids lourd à Cambridge .
De 1915 à 1919, il sert comme lieutenant dans la Royal Garrison Artillery et est blessé deux fois, perdant son œil gauche et une grande partie de l'usage de son bras gauche. Il reçoit la Croix militaire  et la Croix de guerre française avec palmes. Il est également fait chevalier de la Légion d'honneur .
Il est vice-président de la Royal Society of Edinburgh de 1935 à 1937. De 1929 à 1937, il occupe la chaire de géologie à l'Université de Glasgow, où il est remplacé par Sir Arthur Trueman (chaire de géologie 1937-1946).
Il est directeur du British Geological Survey de 1937 à 1945 .
Il est décédé à l'hôpital Middlesex de Londres. Il est incinéré au Golders Green Crematorium. Sa première épouse, Alice Meason, est décédée en 1956. Il se remarie avec Mary MW Young en 1962.

## Ouvrages
- Bailey, « The Islay Anticline (Inner Hebrides) », Quarterly Journal of the Geological Society of London, vol. 72, nos 1–4,‎ 1916, 132–164 (DOI 10.1144/gsl.jgs.1916.072.01-04.10, S2CID 131690507, lire en ligne)
- Edward Battersby Bailey, Tectonic Essays, Mainly Alpine, Clarendon Press, 1935
- Bailey et Hartley, « Charles Lyell, F. R. S. (1797-1875) », Notes and Records of the Royal Society of London, vol. 14, no 1,‎ 1960, p. 121–138 (DOI 10.1098/rsnr.1959.0007, S2CID 145462218)
- Edward Battersby Bailey, James Hutton--the founder of modern geology, Amsterdam, Elsevier, 1967 (lire en ligne )

## Honneurs et récompenses
Élu membre de la Royal Society en 1930, en 1943, il reçoit sa médaille royale. En 1948, il reçoit la médaille Wollaston de la Société géologique de Londres. Il est également membre étranger des académies nationales de Belgique, d'Inde, de Norvège, de Suisse et des États-Unis .
Bailey est fait chevalier lors des honneurs du Nouvel An de 1945.

### Décorations
- Croix de guerre 1914-1918, palme de bronze
- Chevalier de la Légion d'honneur
- Croix militaire